# Asterorhombus
Genre
Asterorhombus est un genre de poissons plats appartenant à la famille des Bothidae.

## Liste d'espèces
Selon FishBase :
- Asterorhombus cocosensis (Bleeker, 1855)
- Asterorhombus filifer Hensley & Randall, 2003
- Asterorhombus intermedius (Bleeker, 1865)

Selon ITIS (25 janvier 2020) :
- Asterorhombus cocosensis (Bleeker, 1855)
- Asterorhombus filifer Hensley & Randall, 2003
- Asterorhombus intermedius (Bleeker, 1865)

Selon World Register of Marine Species (25 janvier 2020) :
- Asterorhombus cocosensis (Bleeker, 1855)
- Asterorhombus fijiensis (Norman, 1931)
- Asterorhombus filifer Hensley & Randall, 2003
- Asterorhombus intermedius (Bleeker, 1865)